# Carpásia

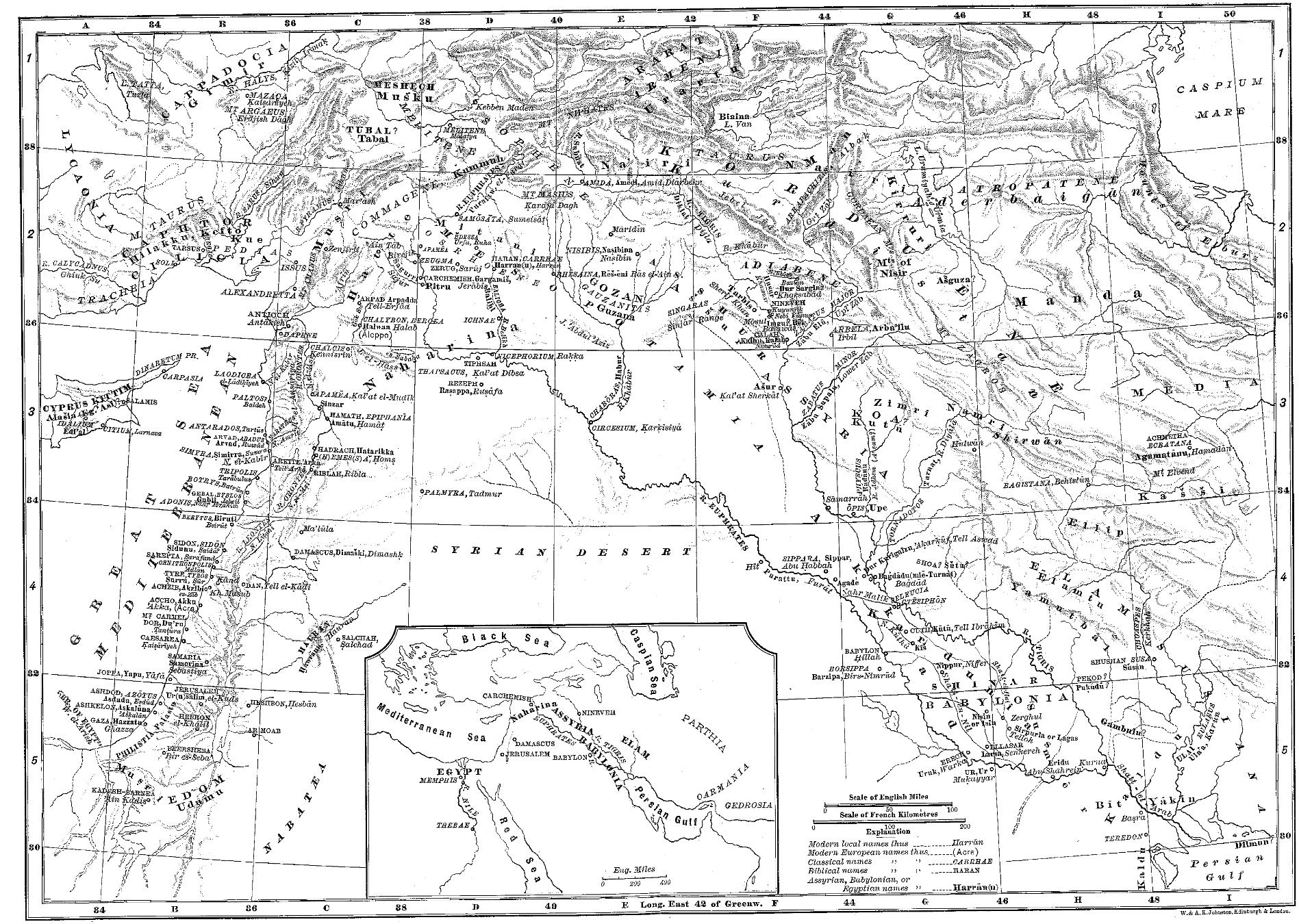
Carpásia (B4)

Carpásia (Karpasia ou em grego:  Karpasion) era uma cidade perto do cabo Sarpedon (atual Cabo Apostolos Andreas), no final da península de Karpas, na costa nordeste de Chipre, alguns quilômetros ao norte da atual cidade de Rizokarpaso. Tradicionalmente, acredita-se que ela tenha sido fundada pelo rei fenício Pigmalião.

## História
Como Carpásia, seu nome em latim, a cidade ainda é um bispado titular católico romano na antiga província romana de Chipre. Seu primeiro bispo conhecido, São Filo, ordenado por Santo Epifânio no século IV, deixou um comentário sobre o Cântico dos Cânticos, uma carta e alguns fragmentos. Hermolau de Carpásia estava presente no Concílio de Calcedônia em 451 Os registros mencionam ainda três outros nomes ligados à cidade, com um quarto presente num sinete, todos sem datas. 
Esta sé foi suprimida em 1222 pelo legado papal Cardeal Pelágio, mas aparece em listas episcopais posteriores. Durante a dominação latina (cruzados), o arcebispo grego-ortodoxo de Arsinoé (moderna Famagusta) foi obrigado a residir em Rizocarpaso.